# Guanxiu
Guanxiu (Kouan-Hiu ou Huan-Hsiu, nom de famille: Jiang, nom personnel: Xiu,  surnom: Deyin et Deyuan, nom de pinceau: Chanyue), né en 832 à Jinhua province du Zhejiang, mort en 912, est un peintre et poète chinois. 

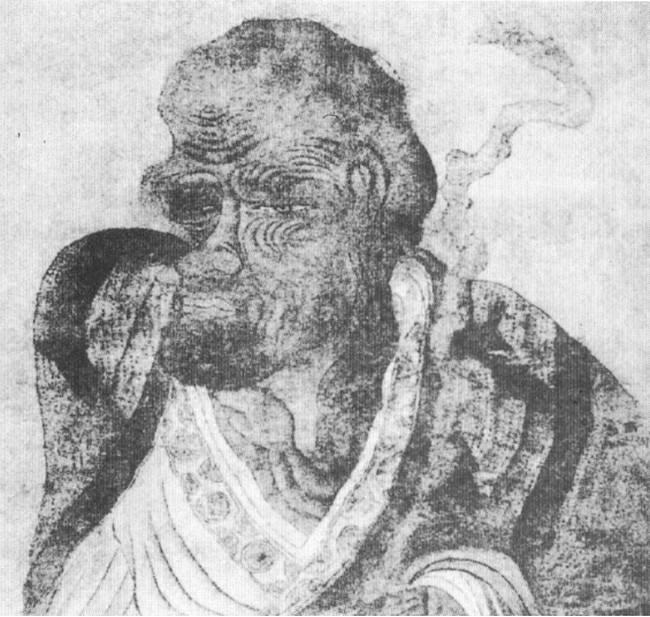
L'arhat Pindola par le peintre Guanxiu. 894

## Les Cinq Dynasties et la dynastie des Song
Avec l'effondrement du gouvernement central en 907, les artistes et artisans perdent leur puissant mécène, la cour impériale qui, à son apogée, inspire un véritable âge d'or de l'art et de la littérature. Les cours régionales cherchent, chacune de leur côté, à prouver leur volonté de maintenir les traditions Tang dans l'art et la culture, de même qu'elles prétendent maintenir ces traditions dans le gouvernement et revendiquer légitimement le Mandat du ciel. Le royaume sichuanais de Shu est favorisé par le fait que beaucoup d'habitants de la capitale des Tang trouvent refuge à l'Ouest, un sanctuaire devenu traditionnel depuis que l'empereur Minghuang a lui-même accompli ce voyage à Shu en 755.
À la fin des Tang, une manière de cour des Tang en miniature existe à Chengdu, comprenant des poètes, lettrés, peintres, et autres indispensables représentants d'une culture florissante. L'un des plus célèbres nouveaux venus est le moine bouddhiste, peintre, poète et calligraphe Guanxiu, qui rallie Chengdu en 901, quelques années seulement avant le peu glorieuse fin des Tang, et y reste jusqu'à sa mort. Le souverain de Chengdu lui octroie le titre de «Grand Maître de la Lune du Chan» (Chanyue dashi), mais il est connu sous son nom de moine, Guanxiu, qui signifie «Chapelet de Bénédictions».

## Biographie
Moine bouddhique de la secte chan, il est aussi connu comme poète. En effet, à l'âge de sept ans il est placé dans un monastère chan; puis très jeune, il part dans la province du Jiangxi où il peint des portraits d'arhat (disciple du Bouddha) dans le temple du «Hall du nuage». En 894, en mission à Hangzhou, il continue à décorer les murs des temples de portraits d'arhat. En 896, il arrive à la cour de Changsha province du Hunan, mais étant impliqué dans une intrigue, il doit se sauver et il s'établit à Chengdu province du Sichuan après bien des voyages dans les provinces du sud.

## Les trois formes de son art
Guanxiu est l'un des premiers artistes indépendants connu pour ses réalisations dans les trois arts de la peinture, de la poésie et de la calligraphie. De fait, son art nous parvient dans ses trois formes, ce qui est encore plus extraordinaire. Le sujet qui lui vaut une renommée nationale en tant que peintre est celui des ahrat, disciple du Bouddha historique Shākyamuni, qui mènent des vies d'ascètes rigoureusement humbles, dans la parfaite dévotion à l'esprit des enseignements du Bouddha. Les artistes les représentent dans la peinture et la sculpture depuis la période des Six Dynasties, souvent avec force, mais c'est seulement avec Guanxiu que l'image de l'«arhat» prend des dimensions qui frappent l'imagination.

## Style onirique
Il crée un type d'arhat très particulier, type qui est repris pendant longtemps, même après les œuvres, pourtant très marquantes, de Li Longmian. Ses arhat n'ont pas du tout le type chinois, mais sont pourvus de long nez, de grandes oreilles et de yeux enfoncés dans leurs orbites. Guanxiu prétend avoir vu de tels personnages dans ses rêves. Il semble plutôt qu'au cours de ses voyages dans les marches de l'ouest il ait été amené à côtoyer des types physiques d'Asie centrale et du Tibet. Son style se caractérise par un trait vigoureux et sinueux, appelé souvent «fil de fer ou fil de soie» du fait de son entortillement.

## Les seizearhatde Guanxiu
La série des seize arhat préservée dans la collection de la Maison impériale japonaise  porte une inscription de l'artiste, datée de 894, calligraphiée dans le style caractéristique de l'écriture des sceaux, aussi archaïques que les portraits eux-mêmes. Selon cette inscription, Guanxiu commence la série en 880 alors qu'il vit à Lanxi dans le Zhejiang, sa ville natale, et l'achève en 894 alors qu'il réside au Hubei. Les visages grotesques et tourmentés de ces saints hommes semblent porteurs de plus de sens que ne peut le suggérer même leur profonde discipline spirituelle. De l'avis de Max Lochr, les arhat de Guanxiu sont les incarnations visibles de la destruction et des tourments liés aux terribles persécutions infligées au bouddhisme, au neuvième siècle, quand l'église bouddhique est près de disparaître en Chine,.

## Archaïsme et psychologie
Ils semblent effectivement ravagés par le temps et les souvenirs funèbres, et l'artiste les représente à la manière d'anciens survivants dévastés d'un holocauste. À une époque où est toujours célébrée la gracieuse et classique tradition du portrait de cour, ces images ne peuvent que toucher les cordes profondes de la stupeur et de l'émerveillement, car elles demandes à être comprises comme des images humaines des suites d'une persécution, ce dont est incapable le monde néo-confucéen de l'ordre et de la mesure. En d'autres termes, les arhat de Guanxiu transmettent une forme de réalité qui s'adresse à la vérité humaine, non à l'artifice aristocratique. D'une façon générale, cette forme de représentation amplifiée, expressionniste que l'on peut qualifier d'archaïsme psychologique, compose un thème mineur récurrent dans la longue histoire de la peinture chinoise, primitivement associé au bouddhisme.

## Musées
- Kyōto (Kōdai-ji):
  - Portraits d'arhat, attribution
- Tōkyō
  -  L'arhat  Pindola,  détail d'un rouleau mural, encre sur soie, daté 894. 90x45cm. Collection de la Maison impériale japonaise.
- Washington DC (Freer Gallery of Art):
  - Arhat assis sous un arbre et servi par une tortue,  vraisemblablement de l'époque Ming.